# Orthoacétate de triéthyle
L'orthoacétate de triéthyle ou le 1,1,1-triéthoxyéthane est l'orthoester éthylique de l'acide acétique, de formule semi-développée CH3C(OCH2CH3)3. C'est un liquide huileux incolore à jaune avec une odeur âcre.[réf. souhaitée]
Ce composé est utilisé en synthèse organique pour introduire un groupe acétate sur un alcool. Il sert aussi dans le réarrangement de Johnson-Claisen.